# 皮海绵目
皮海绵目（学名：Suberitida）是寻常海绵纲下的一个目。

## 下属分类
本目包括以下科：
- 软海绵科 Halichondriidae
- Stylocordylidae
- 皮海绵科 Suberitidae